# Aristea gerrardii
Aristea gerrardii är en irisväxtart som beskrevs av August Henning Weimarck. Aristea gerrardii ingår i släktet Aristea och familjen irisväxter. Inga underarter finns listade i Catalogue of Life.